# Shyrdak

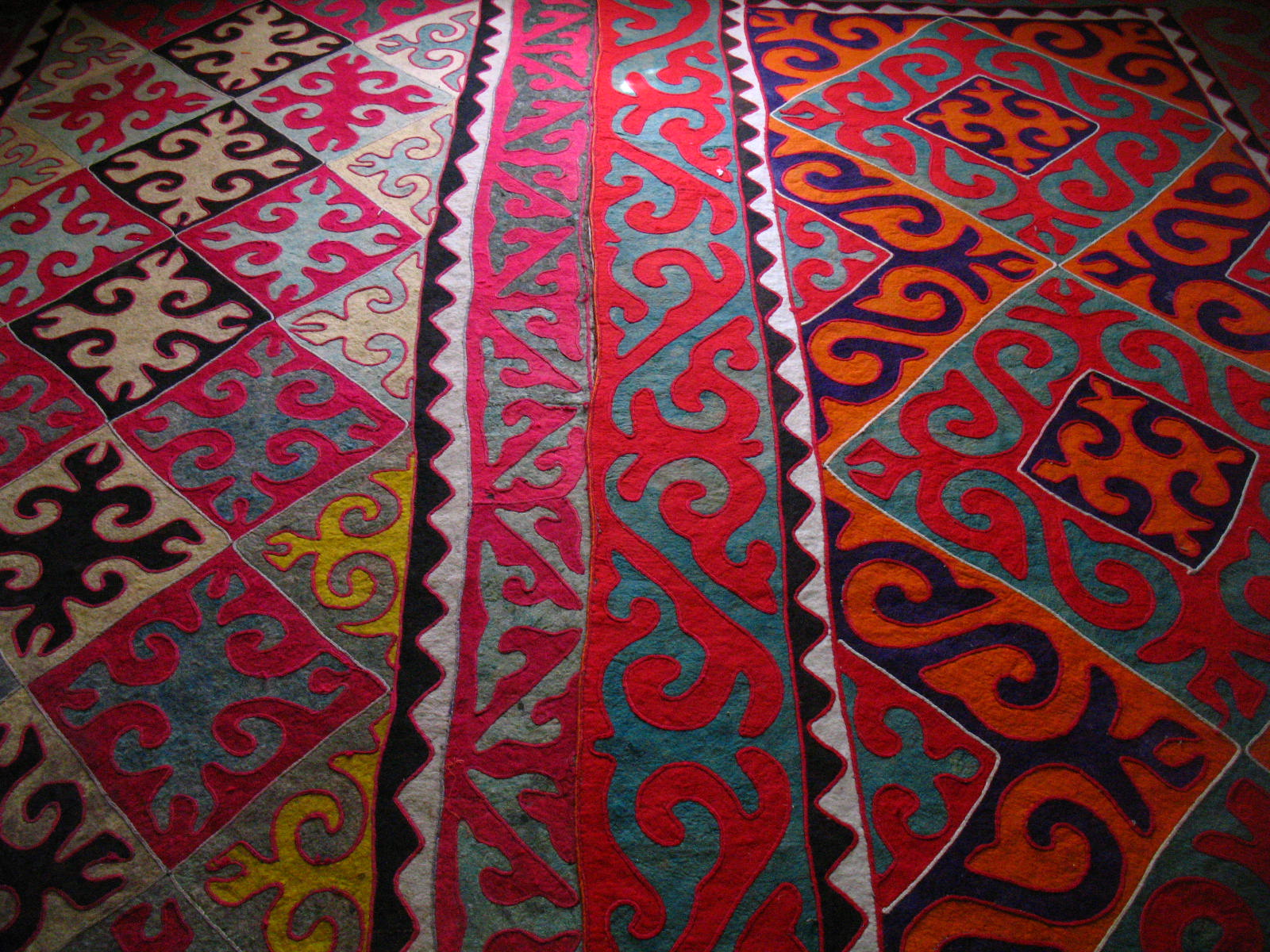
Shyrdak aus Kyzyl-Jar, Aqsy, Jalalabat.

Ein Shyrdak (IPA [ʃɯrdɑ́q]; kirgisisch: шырдак) ist ein traditioneller, doppelt gelegter Teppich aus Filz, der aus abgesteppten, grafischen, meist symmetrischen Mustern besteht und in Handarbeit in Zentralasien, vor allem in Kirgistan hergestellt wird. Aus den Filzstücken werden auch Hocker hergestellt beziehungsweise bezogen. Shyrdaks wurden 2012 in die Liste des dringend erhaltenswürdigen immateriellen Kulturerbes der UNESCO aufgenommen.

## Herstellung
Ein Shyrdak entsteht mittels Nassfilzen, eine der ältesten Textiltechniken, die bei den Nomaden Zentralasiens bis heute eine wichtige Rolle spielt. Die Arbeit ist anstrengend und wird vor allem von Frauen geleistet, die in Gruppen gemeinsam an einem Objekt arbeiten. Für einen Teppich wird die Wolle mehrerer Tiere benötigt, es wird vor allem jene von Schafe, aber auch von Ziegen und Yaks verwendet. Die Wolle wird gewaschen, mit Seife getränkt, auf einer Fläche ausgelegt, anschließend aufgerollt und so lange gepresst und geknetet, bis sie nach Stunden ausreichend verfilzt ist. Nach dem Trocknen wird die Filzmatte bedarfsweise eingefärbt. Mit Kreide wird ein symmetrisches Ornament aufgezeichnet. Zwei verschieden gefärbte Filzmatten werden sodann übereinander gelegt und das aufgezeichnete Muster wird durch beide Lagen hindurch ausgeschnitten. Anschließend werden die zerschnittenen Stücke versetzt mit einem Doppelzopfstich zusammengenäht. Es entstehen zwei doppellagige Teppiche mit identischem Muster, ein Positiv und ein Negativ, ähnlich einer Spiegelung.
Die Teppiche sind traditionell zweifarbig, die gebräuchlichsten Farben sind Rot und Grün, oft auch die Naturtöne Braun und Beige. Erst seit den 1960er Jahren, als der Tourismus begann und sich damit der Handel in Kirgistan intensivierte, werden auch mehrfarbige Produkte angeboten. Die Ornamente sind nicht abstrakt, sondern sie haben alte symbolische Bedeutungen und sind abstrahierte Formen aus der Tier- und Pflanzenwelt der Bergsteppe. Farben und Farbkombinationen haben bestimmte Bedeutungen. Die Teppiche aus Naryn gelten als die feinsten.
Verwandt sind Tush kyiz und Ala kiyiz.